# Ada Burrone
Ada Burrone (Fabbrica Curone, 26 aprile 1933 – Milano, 30 giugno 2014) è stata un'attivista e scrittrice italiana, fondatrice dell’Associazione Attivecomeprima, una onlus impegnata nell'attività di sostegno (medico e psicologico) delle persone colpite dal cancro.

## Biografia
Ada Burrone vive a lavora a Milano quando, a 36 anni e un figlio di 12, le è diagnosticato un cancro al seno. Dopo questa esperienza e con l'appoggio del suo chirurgo, Pietro Bucalossi, e il sostegno di Umberto Veronesi, nel 1973 fonda l'Associazione Attivecomeprima con psicologici, medici, ex pazienti. Da allora il suo lavoro, inizialmente rivolto alle persone colpite dal tumore al seno e in seguito esteso a tutti i pazienti oncologici, si è svolto nell'ambito dell'associazione, di cui è stata presidente fino al 2013.
Muore a 81 anni il 30 giugno 2014.
Oltre ad essere autrice di testi per la conduzione dei gruppi di sostegno psicologico, Ada Burrone è stata anche pubblicista e direttore della rivista Attive.

## Riconoscimenti
Tra i premi e riconoscimenti ricevuti: 
- Cavaliere dell'Ordine al merito della Repubblica italiana (1977)[senza fonte]
- Riconoscimento Internazionale S. Rita da Cascia (1998)
- Premio speciale Marisa Bellisario (2005)[4]
- Ambrogino d'oro, medaglia d'oro, 2009[5][6]

## Opere
- La terapia degli affetti con Franco Fornari (ed. Attivecomeprima)
- Il gusto di vivere con Gianni Maccarini, presentazione di Umberto Veronesi (ed. Oscar Mondadori Guide), 1993
- M'amo non m'amo (ed. Attivecomeprima), 2007
- La danza della vita, FrancoAngeli, 2008
- La forza di vivere (ed. Attivecomeprima)
- Lettera ai medici di domani (ed. Attivecomeprima)
- Papaveri e fiordalisi (ed. FrancoAngeli), 2012